# 麻婆豆腐の女房
『麻婆豆腐の女房』（マーボーどうふのにょうぼう）は、陳建民一家を題材とした吉永みち子のノンフィクション作品。2000年に光文社より刊行され、陳洋子夫人に詳細な取材をし2003年にテレビドラマ化された。

## あらすじ
テレビなどで著名な、料理の鉄人・陳建一の母・洋子は苦境を心のバネに人生を切り開き、「四川料理の神様」と言われた夫の陳建民を支え、「鉄人」と呼ばれる息子・陳建一を育てあげた。その母親・妻としての人生を迫うドキュメンタリー作品。

## テレビドラマ
NHK総合の月曜ドラマシリーズで、2003年5月12日～6月9日に放送された。個人名等は仮名に改変されている。

### キャスト
- 孫陽子：松坂慶子
- 孫孝民：武田鉄矢[3]
- 孫孝子：森田彩華
- 孫孝一：田辺季正
- 孫美倫：絵麻緒ゆう
- 山根敏江：高橋ひとみ
- 山根元晴：松平健
- 樋口美佐子：池内淳子
- 樋口平蔵：田村高廣
- 金子：布川敏和
- 沢田：関口知宏
- 中山：友井雄亮
- 李：徳山秀典
- 市川勇（第1話）
- 酒井敏也（第1話）
- 住田隆（第1話）
- 石田太郎（第2・3・5話）
- 前田耕陽（第2・3・5話）
- 野村佑香（第4・5話）
- 二木てるみ（第4・5話）
- 野村宏伸（第5話）

### スタッフ
- 脚本：前川洋一[2]
- 音楽：小六禮次郎[2]
- 演出：赤羽博、久保田充
- プロデューサー：大下晴義

### サブタイトル
1. 夢はふるさとの味
2. 二週間だけの夢
3. ママは宝物
4. 家族はひとつ
5. 新たなる挑戦